# .post
.post es un dominio de Internet de nivel superior elevado al ICANN para su aprobación como un dominio patrocinado. Su uso estaría restringido para servicios postales nacionales y regionales, así como también para empresas privadas que brinden servicios similares. Está patrocinado por Universal Postal Union, una organización internacional localizada en Berna, Suiza.
Este dominio de nivel superior fue agregado al registro de dominios de nivel superior de la IANA el 8 de agosto de 2012.